# エフェソス公会議

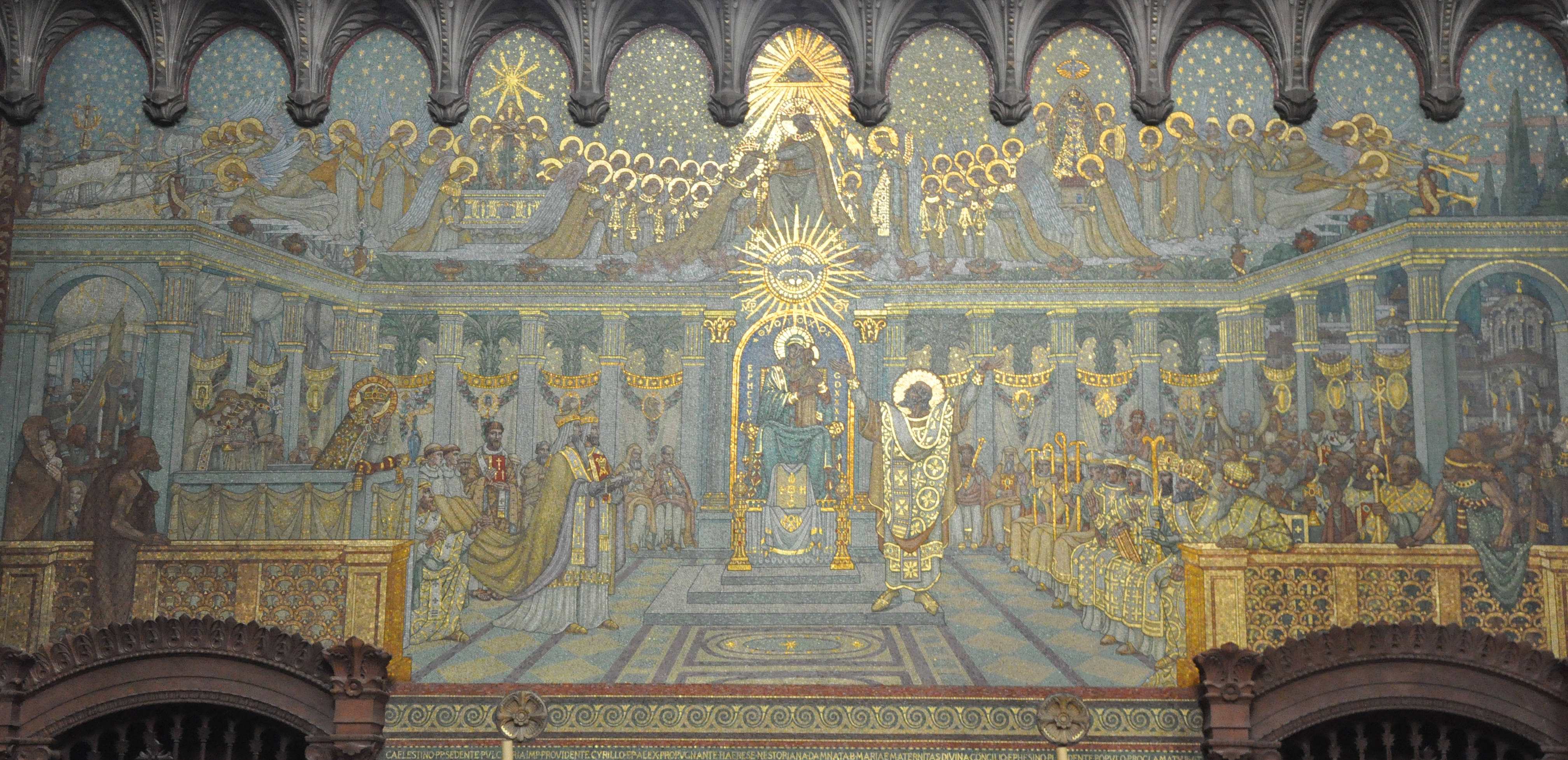
エフェソス公会議

エフェソス公会議（エフェソスこうかいぎ、ラテン語: Concilium Ephesinum）は、431年にエフェソス（現・トルコ共和国セルチュク郊外）で行われたキリスト教の公会議。正教会の一員である日本ハリストス正教会では第三全地公会と称される。

## 概説
4世紀から5世紀に入るとキリスト論の議論はアレクサンドリア総主教（総大司教）キュリロスとコンスタンティノポリス大主教ネストリオスの論争が中心になっていた。キリスト教を二分したこの論争はそもそもキリスト論をめぐって対立していたアレクサンドリア学派とアンティオキア学派の対立を源とする根の深いものであった。
ネストリオスはアリウス主義（キリストの神性否定）およびアポリナリオス主義（キリストは人間の霊を持たず神の霊しか持たない）に論駁するため、イエス・キリストの人間性と神性とを完全に独立した二つの自立存在（ヒュポスタシス）として並存していたと考えていた。ネストリオスはこの思想の表現としてマリアを「神の母」（ギリシャ語:テオトコス）というより「キリストの母」（ギリシャ語：クリストトコス）と呼ぶ方がふさわしいと主張していた。このネストリオスの教説はテオドトスの養子論と酷似していたとも評価されている。これに対しキュリロスは、キリストは唯一の自立存在であると強く反対した。何故なら、自立存在が本性ではなく位格側に存するのは、サベリオス主義を排斥した第1コンスタンティノポリス公会議で教理確定していたためである。また、「言（ロゴス）」や「御子」のような神性を表す名詞の主語と人性を表す述語からなる命題が聖書や典礼文にも存在し、このことに関しても言及した。これをテオトコス論争という。
会議は東ローマ皇帝のテオドシウス2世の呼びかけで行われたが、会期は終始混乱した。というのもネストリオスは身の危険を感じて支持者の到着まで会議への参加を拒否していたからである。その隙をついて支持者と共に真っ先に到着したキュリロスの一派が主導してネストリオスの排斥を決定した。その後、ネストリオスを支持するアンティオキア総主教ヨアンネスとその支持者たちがキュリロス一派を弾劾。さらにローマ教皇・ケレスティヌス1世の使節も到着してヨアンネスの一派を破門するなど神学的、政治的なさまざまな干渉によって会議は混乱した。最終的に同会議はニカイア信条を再確認し、マリアの呼び名はテオトコスがふさわしいとし、暫定処置としてネストリオスを排斥した。
公会議によって逆に深まったこの対立を解消するため、433年には対立したアレクサンドリア学派とアンティオキア学派を代表して（名誉回復された）アンティオキアのヨアンネスがネストリオスの破門を受け入れて合同信条を発表し、キュリロスの一派と和解した。
ネストリオスの教えは異端とされたが、東方において存続し、今でも中東やインドの一部で信じられている。ネストリウス派はイラクのアッシリア東方教会およびその分枝であるインドのトマス派教会（マラバル派）につらなっている。